# Злітно-посадкова смуга

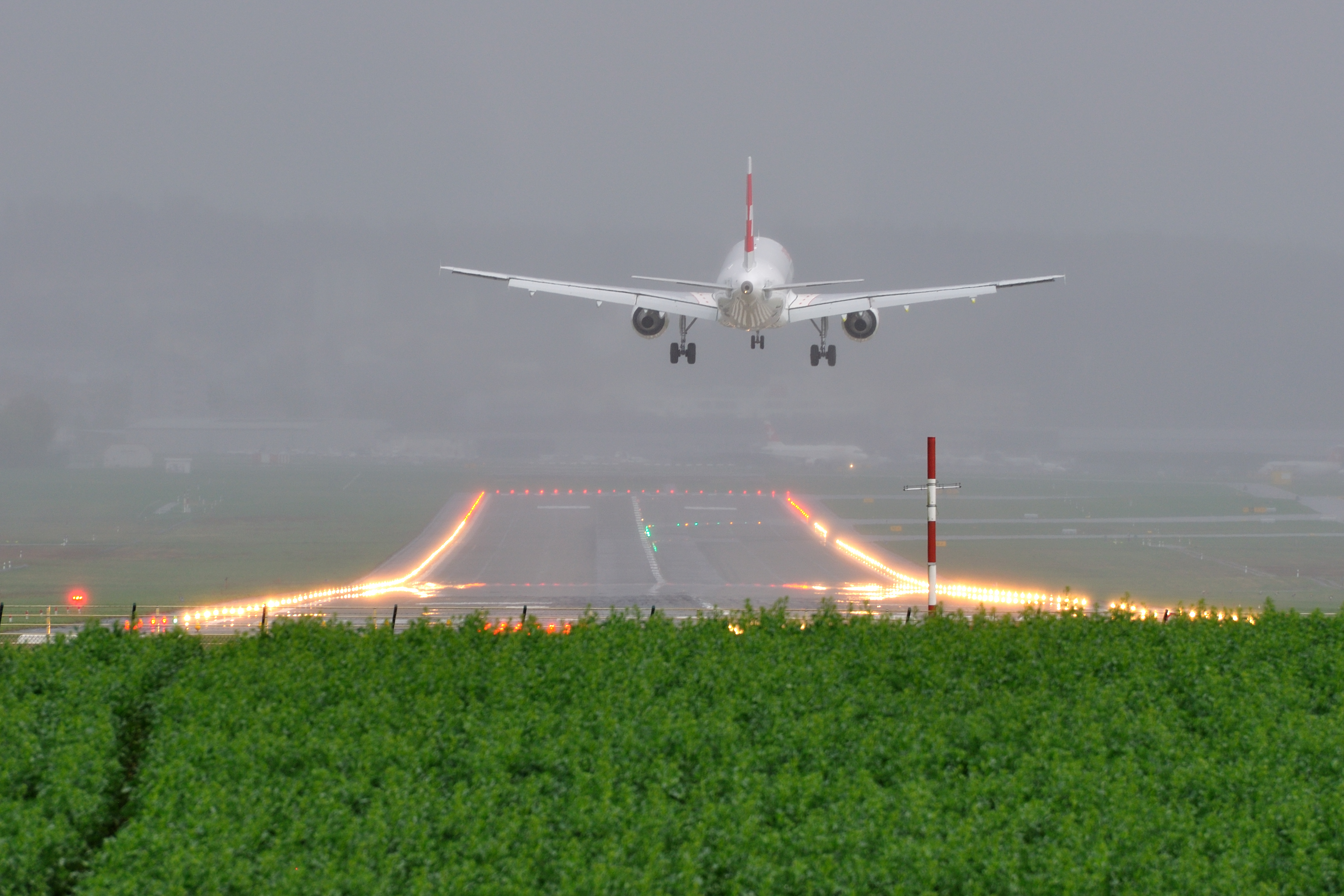
Злітно-посадкова смуга Цюрихського міжнародного аеропорту

Злі́тно-посадко́ва сму́га (абр. ЗПС) — прямокутна ділянка сухопутного аеродрому, підготовлена для посадки і зльоту повітряних суден.

## Класифікація ЗПС
У залежності від типів літаків, що обслуговуються, злітно-посадкові смуги можуть бути ґрунтові або зі штучним покриттям (бетонне, асфальтове, металеве тощо). ЗПС, як правило, обладнуються денними і нічним орієнтирами, сигнальними і обмежувальними вогнями (світлосигнальною системою аеродрому), можуть мати аеродромні аварійні гальмівні установки.
Згідно з сертифікаційними вимогами до цивільних аеродромів України ЗПС можуть бути необладнаними (які призначено для повітряних суден, що виконують візуальний захід на посадку) і обладнаними (що призначено для повітряних суден, які виконують захід на посадку за приладами). До останніх належать:
- ЗПС точного заходу на посадку I категорії — обладнана радіомаячною системою і візуальними засобами, призначеними для заходу на посадку до висоти прийняття рішення 60 м і або при видимості не менш ніж 800 м, або за дальності видимості на ЗПС не менш ніж 550 м;
- ЗПС точного заходу на посадку II категорії — обладнана радіомаячною системою та візуальними засобами, призначеними для заходу на посадку до висоти прийняття рішення менш ніж 60 м, але не менш ніж 30 м і за дальності видимості на ЗПС не менш ніж 350 м;
- ЗПС точного заходу на посадку III категорії — обладнана радіомаячною системою, що діє до та впродовж усієї поверхні ЗПС:
  - категорія IIIA — для заходу на посадку та посадки з висотою прийняття рішення менше 30 м або без обмеження за висотою прийняття рішення й за дальності видимості на ЗПС не менше 200 м,
  - категорія IIIB — для заходу на посадку та посадки з висотою прийняття рішення менше 15 м або без обмеження за висотою прийняття рішення й за дальності видимості на ЗПС менше 200 м, але не менше 50 м,
  - категорія IIIC — для заходу на посадку та посадки без обмежень по висоті прийняття рішення і дальності видимості на ЗПС;
- ЗПС для неточного заходу на посадку — ЗПС, яка обладнана візуальними засобами і яким-небудь видом невізуальних засобів, що забезпечують, принаймні, наведення повітряного судна в напрямку заходу на посадку з прямої.

## Вибір ЗПС, їх позначення та елементи
Основний фактор під час вибору смуги для посадки або зльоту — напрямок вітру.
Головну злітно-посадкову смугу аеродрому розташовано, як правило, у напрямку пануючих вітрів та має найбільшу довжину. Активна (робоча) ЗПС — це смуга, яку використовують для зльотів і (або) посадок повітряних суден у поточний момент часу.
За законами аеродинаміки, літак не може здійснювати зліт/посадку за сильного попутного вітру. Ідеальні умови — зліт/посадка при зустрічному вітрі. Тому під час здійснення зльоту та посадки, обирається курс, найвідмінніший від напрямку вітру. Грубо кажучи, чим ближче до положення «проти вітру», тим краще. В аеропортах з однієї або декількома паралельними ЗПС пілотам найчастіше доводиться садити літаки з боковим вітром аж до 90°. Але у великих аеропортах, смуги часто розташовують під кутом одна до одної. Наприклад, Міжнародний аеропорт Сан-Франциско має чотири злітно-посадкові смуги — одна пара паралельних між собою ЗПС практично перпендикулярно перетинається іншою парою паралельних ЗПС. В аеропорту Лас-Вегаса, який також має 4 ЗПС, кут між двома парами паралельних смуг становить 60°. А у найбільшому аеропорту Чикаго — О'Хара є шість ЗПС у трьох різних напрямках. В аеропортах з двома або більше смугами часто застосовують практику використання однієї смуги для зльоту, іншої — для посадки. Повідомляти екіпажам літаків номер робочої смуги, а також даних про швидкість і напрямок вітру біля поверхні землі, видимість, хмарність, температуру повітря, тиск тощо в невеликих аеропортах — обов'язок авіадиспетчера, а в великих аеропортах це здійснюється за допомогою системи автоматичного радіомовлення метеорологічної інформації АТІС.

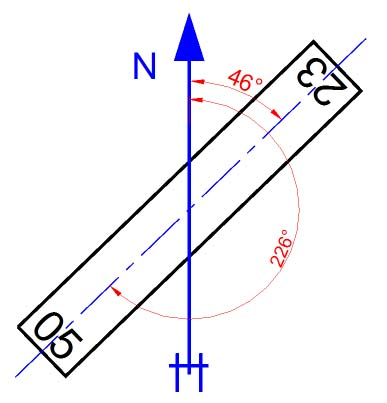
Приклад маркування ЗПС

Злітно-посадкові смуги мають маркований номер, який зазвичай, збігається з магнітним курсом посадки, на якому вони розташовані (виняток Північна Америка, де ЗПС часто нумеруються згідно з істинним курсом). Значення курсу округлюють до десятків і ділять на 10. Нульовий курс замінюють курсом 360°. Наприклад, в аеропорту «Бельбек» головна ЗПС має магнітний курс 65°, її позначення — ЗПС 07. Будь-яку смугу «спрямовано» одночасно у двох напрямках, різниця між якими дорівнює 180°. Отже, протилежний курс — 245°. Таким чином, ЗПС аеродрому Бельбек має маркований номер ЗПС 07/25. До позначень додають літерний код — L (ліва), C (центральна) і R (права). Наприклад, в чиказькому аеропорту «Мідуей» відразу три смуги розташовано на одному курсі — 133°/313°. Відповідно, вони мають такі позначення: 13L/31R, 13C/31C і 13R/31L.
Розміри злітно-посадкових смуг можуть бути дуже різні, від 300 м  завдовжки та 10 м в завширшки, до величезних — майже 6 км у довжину і 80 метрів завширшки («Гавіан-Пейшоту», Бразилія). Найменші використовують для легкої і надлегкої авіації. Так, наприклад, для мотодельтапланів досить 100 м розбігу у разі зльоту та стільки-ж для посадки. Найбільші смуги будують у великих міжнародних аеропортах і на авіазаводах.
Елементи злітно-посадкової смуги (зліва направо):

- Кінцева смуга безпеки, КСБ (жовті шеврони) — частину ЗПС призначено для випадків виїзду літаків за межі ЗПС у аварійних випадках, а також для захисту поверхні землі від обдування потужними струменями вихлопів реактивних двигунів. У штатних умовах, літальним апаратам заборонено перетинати торець ЗПС і викочуватись на КСБ — її не розраховано на їх вагу.
- Зміщений поріг, ЗП (білі стрілки) — поріг злітно-посадкової смуги, що не збігається з її торцем — зона ЗПС, де дозволене руління, розбіг і пробіг літальних апаратів, але не їх посадка.
- Кінцева смуга гальмування, КСГ — спеціально підготовлена прямокутна ділянка, що розташовується наприкінці дистанції розбігу, призначена для припинення руху повітряного судна у випадку перерваного зльоту.
- Поріг ЗПС (білі смуги у вигляді «зебри») — початок ділянки ЗПС аеродрому, який збігається з її торцем і який можуть використовувати для посадки повітряних суден. Поріг зроблений таким для того, щоб бути помітним здалеку. Кількість ліній дозволяє приблизно визначити ширину ЗПС, а позначений за ним маркований номер ЗПС — пересвідчитися в тому, на яку смугу сідає літак.
- Зона приземлення (подвійні паралельні прямокутники) — починається за 300 метрів від порогу ЗПС.
- Відмітки фіксованої відстані (великі прямокутники, розташовуються через 150 м). Під час ідеальної посадки, пілот очима «утримує» зону приземлення, і дотик відбувається безпосередньо у зоні посадки.

Розмітка ЗПС потрібна, насамперед, для у даний момент а, отже, і безпечної посадки літака на смугу. На покритті ЗПС наносяться наступні маркувальні знаки:
- порогів;
- осьової лінії;
- посадкових магнітних шляхових кутів (ПМШК);
- зон приземлення (крім ЗПС класу Е);
- зон фіксованої відстані (крім ЗПС класів Г, Д, Е);
- країв ЗПС (крім ЗПС неточного заходу на посадку і необладнаних ЗПС, що мають достатній контраст між її межами та пов'язаною з нею поверхнею узбіччями);
- розташування ЗПС із боку заходу на посадку (для рівнобіжних ЗПС): «L» — ліва, «R» — права.

Класи злітно-посадкових смуг залежать від їх характеристик і визначаються:
- Наявною дистанцією перерваного зльоту (НДПЗ, ASDA) — сумою наявної дистанції розбігу і довжини кінцевої смуги гальмування, якщо її передбачено.
- Наявною дистанція розбігу (НДР, TORA) — довжиною ЗПС, яка є наявною і придатною для розбігу літака, що виконує зліт.
- Наявною посадковою дистанцією (НПД, LDA) — довжиною ЗПС, яка є наявною і придатною для пробігу літака після посадки.

## Обладнання польотної палуби авіаносців
У звичайних умовах, для зльоту/посадки, літакам потрібна довга злітно-посадкова смуга. Палуби ж навіть найбільших з наявних сьогодні авіаносців занадто короткі для звичайного розгону та гальмування майже усіх типів літаків.
Задля забезпечення зльоту палубної авіації, ЗПС авіаносців обладнуються додатковим стартовим обладнанням — паровими катапультами, які надають літаку, що стартує, додатковий імпульс прискорення. Сучасні авіаносці мають на верхній палубі від двох до чотирьох катапульт. Інше завдання — погасити швидкість літака, що сідає. Для цього застосовуються спеціальні аерофінішери: поперек палуби корабля натягують декілька сталевих тросів, за один з яких літак чіпляється гальмівним гаком. Трос натягується як пружина поглинаючи енергію і літак швидко гальмує.